# Marek Niedbała
Marek Leon Niedbała (ur. 23 kwietnia 1965 w Poznaniu) – polski polityk i przedsiębiorca, poseł na Sejm VII kadencji.

## Życiorys
W 1990 na Akademii Rolniczej w Poznaniu ukończył studia inżynierskie z zakresu zootechniki, w 1998 na tej samej uczelni uzyskał magisterium. W latach 1991–2016 prowadził firmę AutoClasse jako dealer Opla, zaś w 2010 utworzył przedsiębiorstwo Nowe Technologie, zajmujące się m.in. systemami kontroli.
Zaangażował się w działalność polityczną w ramach Sojuszu Lewicy Demokratycznej. W 1998 z jego ramienia po raz pierwszy wybrany do rady powiatu poznańskiego, w 2002 uzyskał reelekcję (zasiadał w niej do 2006). W 2010 został wybrany na radnego sejmiku wielkopolskiego. W wyborach w 2011 z listy tej partii bezskutecznie kandydował do Sejmu w okręgu poznańskim, otrzymując 4442 głosy. Trzy lata później również bez powodzenia ubiegał się o miejsce w Parlamencie Europejskim. 5 czerwca 2014 objął mandat posła VII kadencji, zastępując w Sejmie Krystynę Łybacką. W wyborach w 2015 nie uzyskał poselskiej reelekcji. W wyborach samorządowych w 2018 bezskutecznie kandydował do rady miejskiej Poznania z lokalnego komitetu wyborczego, start z listy którego skutkował jego wykluczeniem z SLD.